# The Sin of Madelon Claudet
The Sin of Madelon Claudet is een Amerikaanse dramafilm uit 1931 onder regie van Edgar Selwyn. De film is gebaseerd op het toneelstuk The Lullaby van Edward Knoblock. Destijds werd hij in Nederland uitgebracht onder de titel De misstap van Madelon Claudet.

## Verhaal
Het verhaal speelt zich af in Parijs. Alice Claudet is getrouwd met Dr. Jacques Claudet, maar vertelt haar vriend Dulac dat ze een scheiding aan wil vragen. Dulac weet dat Alice in haar leven al veel heeft opgeofferd voor haar man, maar weet dat Jacques' moeder Madelon nog meer heeft gedaan voor haar zoon. In de hoop haar te inspireren vertelt hij Madelons verhaal. Jaren geleden, in de achterbuurten van Parijs, woont Madelon op de boerderij van haar vader. Ze woont vlak bij een medische school en wordt verliefd op een van de studenten, Larry.
Het duurt niet lang voordat Madelon en Larry met elkaar besluiten te trouwen. Vlak voor de bruiloft krijgt Larry te horen dat zijn vader een beroerte heeft gekregen en is overleden. Hij krijgt een groot deel van zijn erfenis, op voorwaarde dat hij trouwt met een Amerikaans meisje. Larry stemt hiermee in en verlaat zijn vrouw. Madelon bevalt enkele maanden later van zijn zoon. Aanvankelijk haat ze het kind, maar al snel begint ze zielsveel van hem te houden.
Om rond te komen wordt ze de minnares van de rijke, maar oude Carlo Boretti. Haar vader besluit haar uit te huwelijken aan een boer uit Normandië, maar hij wijst haar af als hij te horen krijgt dat ze een buitenechtelijk kind heeft. Madelon begint haar zoon steeds meer als een last te zien en staat hem af aan haar vrienden Victor en Rosalie. Ze trouwt hierna met Carlo en gebruikt zijn geld om te sturen naar Victor en Rosalie voor de verzorging van haar kind.
Op een dag heeft Rosalie meer geld nodig omdat Victor alles heeft vergokt. Madelon geeft Rosalie haar ring, die ze heeft gekregen van Carlo. Deze ring blijkt gestolen goed te zijn. Carlo wordt gearresteerd en pleegt niet veel later zelfmoord. Hierna wordt Madelon aangeklaagd voor de misdaden die haar man heeft gepleegd. Na tien jaar in de gevangenis te hebben gezeten, wordt ze in 1919 vrijgelaten. Haar zoon zit sinds de dood van Victor op een kostschool.
Madelon doet verscheidene pogingen om weer voogdij over hem te krijgen, maar dit krijgt ze alleen als ze kan bewijzen dat ze hem kan onderhouden. Er gaan jaren voorbij. Madelon is de prostitutie in gegaan om de medische studie van Jacques te betalen. Als hij reeds arts is, brengt ze hem een bezoek, zonder hem te vertellen wie ze is. Terug naar het heden vindt Alice dat ze erg egoïstisch was en besluit trouw te blijven aan Jacques.

## Rolbezetting
| Acteur            | Personage            |
| ----------------- | -------------------- |
| Helen Hayes       | Madelon Claudet      |
| Lewis Stone       | Carlo Boretti        |
| Neil Hamilton     | Larry Maynard        |
| Cliff Edwards     | Victor Lebeau        |
| Jean Hersholt     | Dr. Dulac            |
| Marie Prevost     | Rosalie Lebeau       |
| Robert Young      | Dr. Lawrence Claudet |
| Karen Morley      | Alice Claudet        |
| Charles Winninger | M. Novella           |
| Alan Hale         | Hubert               |

## Achtergrond
Aanvankelijk werd Kay Francis de titelrol aangeboden, maar deze ging uiteindelijk naar Helen Hayes. De film betekende voor Hayes haar geluidsfilmdebuut. Ze was getrouwd met schrijver Charles MacArthur. Hij vond het script niets en wilde niet dat zijn vrouw zich ermee zou associëren. Toen producent Irving Thalberg dit hoorde, droeg hij MacArthur op om het script zelf te schrijven.
Toen de film in première ging in besloten kring, werd hij zeer negatief ontvangen door de pers. MacArthur werd ingeschakeld om de film te wijzigen. Er moesten nieuwe opnames plaatsvinden, maar Hayes was al druk bezig met haar tweede film, Arrowsmith (1931). Toen Samuel Goldwyn, de producent van die film, hoorde dat ze twee films tegelijk maakte, droeg hij haar op eerst Arrowsmith af te maken voordat ze zich mocht richten op The Sin of Madelon Claudet.
De film werd een groot succes en zorgde ervoor dat Hayes in een klap een bekende filmster was. Ze mocht enkele maanden na het uitbrengen als vijfde actrice in die categorie een Academy Award voor Beste Actrice in ontvangst nemen.

## Prijzen en nominaties
| Jaar | Prijs                    | Categorie              | Genomineerde(n) | Uitslag  |
| ---- | ------------------------ | ---------------------- | --------------- | -------- |
| 1932 | Academy Awards           | Beste Actrice          | Helen Hayes     | Gewonnen |
| 1932 | Filmfestival van Venetië | Favoriete Actrice      | Helen Hayes     | Gewonnen |
| 1932 | Filmfestival van Venetië | Meest ontroerende film | Edgar Selwyn    | Gewonnen |